# Anaxita
De Anaxita vormen een geslacht in de geslachtengroep van de Arctiini uit onderfamilie van de Beervlinders of Arctiinae.

## Soorten
- A. calypso Boisduval, 1870
- A. decorata Walker, 1855
- A. drucei Rodriguez, 1893
- A. lysandra Druce, 1904
- A. martha Dognin, 1904
- A. sannionis Butler, 1873
- A. sophia Dognin, 1901
- A. suprema Walker, 1865
- A. tricoloriceps Strand, 1911